# ليف رودنيف
ليف فلاديميروفتيش رودنيف (بالروسية:Лев Владимирович Ру́днев) ، من مواليد 13 مارس 1885م، وتوفي بتاريخ 19 نوفمبر 1956م، وهو معماري روسي محترف، اشتهر ببناء جامعة موسكو الحكومية و قصر الثقافة والعلوم في وارسو ومقر حكومة أذربيجان.

## حياته
ولد ليف ونشأ في أوبوتشكا وتخرج من أكاديمية الفنون في سانت بطرسبرغ.

## صور

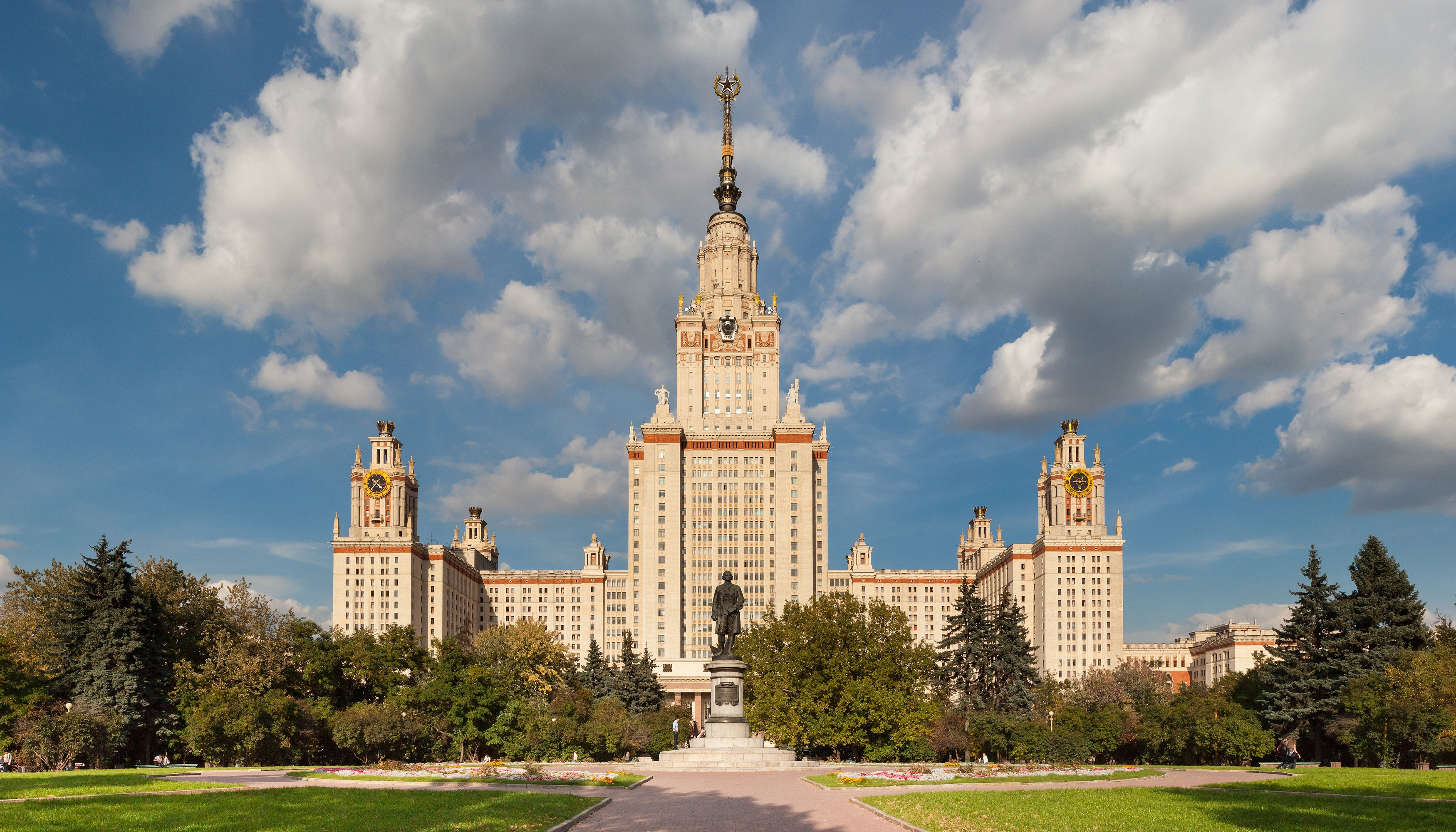
بناء جامعة موسكو.
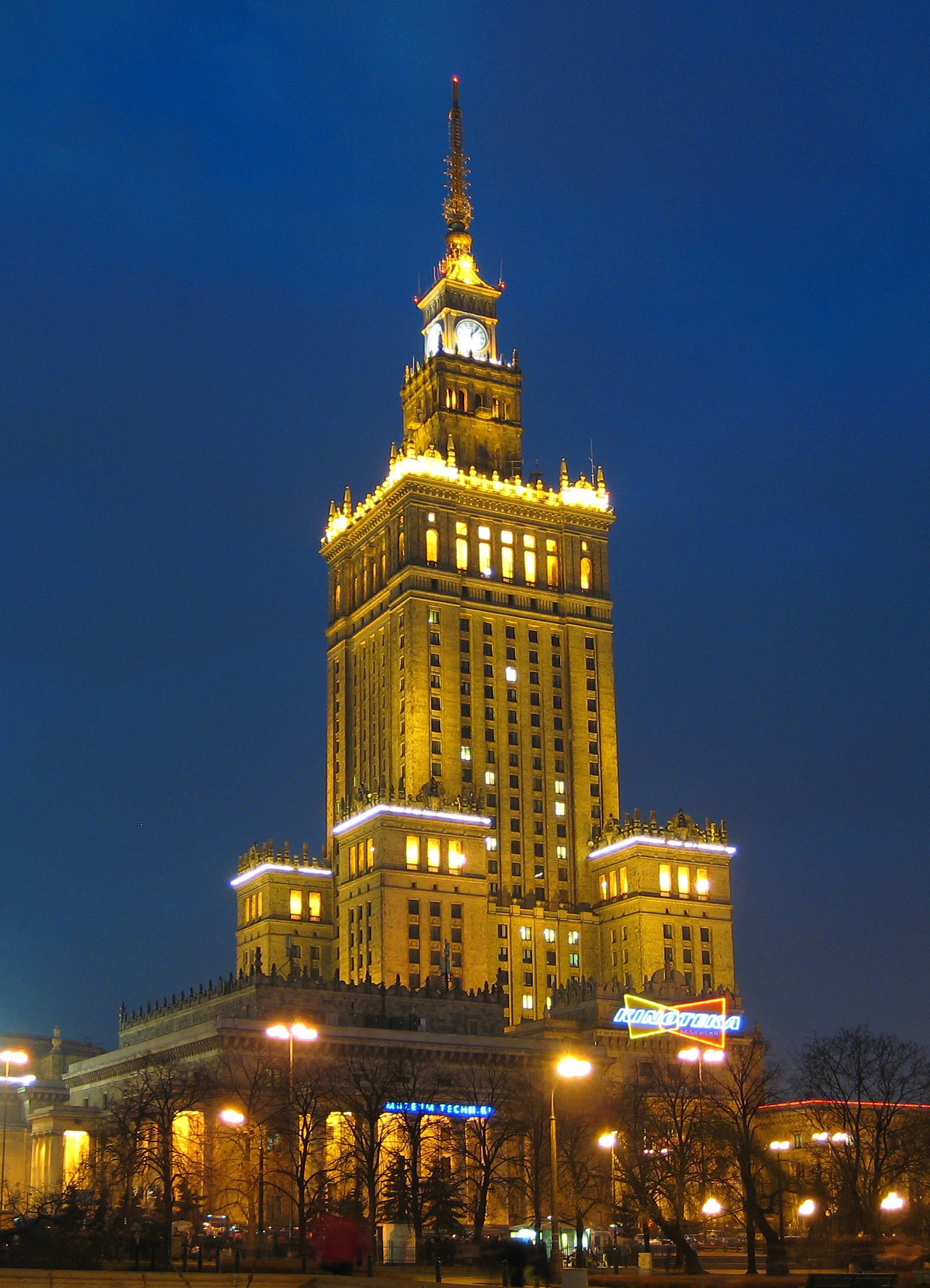
بناء قصر الثقافة والعلوم بمدينة وارسو البولندية.

## وصلات خارجية
- Architect Lev Rudnev, the Author of the Colossus of MSU (بالإنجليزية)
- Biography and Works (بالروسية)
- Architect of the Main Building of the Moscow University (بالروسية)
- Biography (بالروسية)
- Works

(بالروسية)